# Doubleday
Doubleday è una casa editrice statunitense, considerata una delle più grandi al mondo.
Fu fondata come Doubleday & McClure Company nel 1897 da Frank Nelson Doubleday che era in società con l'editore di riviste Samuel McClure. Uno dei primi bestseller pubblicati fu Il lavoro quotidiano di Rudyard Kipling. Altri autori pubblicati dalla società nei suoi primi anni includono W. Somerset Maugham e Joseph Conrad. Theodore Roosevelt, Jr. è stato, più tardi, vicepresidente della compagnia.
Nel 1927, la Doubleday si fuse con la George H. Doran Company, creando il più grande business librario del mondo anglofono.
La Doubleday fu venduta alla Bertelsmann nel 1986. Nel 1988 diventò parte del Bantam Doubleday Dell Publishing Group, che a breve divenne una divisione della Random House nel 1998.

## Autori notevoli
- Jacqueline Kennedy Onassis
- Isaac Asimov
- Max Shulman